# Roman Wajnikonis
Roman Alfons Wajnikonis (ur. 2 sierpnia 1888 w Augustowie, zm. 19 maja 1952 w Łodzi) – kapitan Wojska Polskiego, prawnik, fotoamator, odznaczony orderem św. Anny IV klasy, orderem św. Stanisława III stopnia z mieczami.

## Życiorys
Urodził się w Augustowie. W 1891 r. przeniósł się z rodzicami do Łodzi, gdzie zamieszkał przy ul. Karola 20 (obecnie ul. kpt. F. Żwirki 20). W sierpniu 1897 r. przyjęto go do Łódzkiego Gimnazjum Męskiego, gdzie uczył się do 1905 r., kiedy to przerwał naukę ze względu na prośbę ojca, która prawdopodobnie związana była z nastrojami antyrosyjskimi panującymi w szkole, choć w podaniu do dyrektora Gimnazjum Męskiego w Piotrkowie podano stan zdrowia jako oficjalną przyczynę. Naukę kontynuował w Gimnazjum Męskim w Piotrkowie, gdzie w 1908 r. zdał maturę. W latach 1908–1912 studiował prawo na Imperatorskim Uniwersytecie św. Włodzimierza w Kijowie. Po studiach powrócił do Łodzi, gdzie podjął praktykę adwokacką u Jarosława Pełki, a następnie podjął pracę i zamieszkał w kancelarii Edwarda Filipkowskiego, przy ul. Konstantynowskiej 19 (obecnie ul. Legionów 19). W listopadzie 1913 r. otrzymał prawo do samodzielnego wykonywania zawodu. Po rozpoczęciu I wojny światowej został ewakuowany do Rosji, gdzie pracował jako adwokat i mieszkał w Petersburgu przy Bulwarze nad rzeką Mojką pod nr. 16. W styczniu 1916 r. wstąpił do Michajłowskiej Wojskowej Szkoły Artylerii, gdzie w czerwcu 1916 r. ukończył kurs oficerski. Następnie jako chorążego przydzielono go do 4 Zapasowej Brygady Artylerii, a później, gdy został młodszym oficerem, do 4 baterii 1 Turkiestańskiej Artyleryjskiej Brygady Strzelców. We wrześniu 1916 r. uczestniczył w ofensywie Brusiłowa, po której mianowano go podporucznikiem oraz odznaczono orderem św. Anny IV klasy. W styczniu 1917 r. uzyskał stopień porucznika, natomiast w marcu został ranny w trakcie działań wojennych na Wołyniu pod wsią Szelwów nad rzeką Stochod. Okres ten dokumentował fotografiami ukazującymi trudy wojny. W związku ze swoim bohaterstwem odznaczono go orderem św. Stanisława III stopnia z mieczami. Ze względu na stan zdrowia był urlopowany, a na front powrócił po rewolucji lutowej. Po konflikcie z przełożonymi został przeniesiony do 39 korpusu, gdzie został śledczym. W styczniu 1918 r. wrócił do macierzystej jednostki, a w marcu został zdemobilizowany. Następnie pracował w Kijowie jako adwokat, a w 1920 r. przyjechał do Warszawy, gdzie mianowano go podprokuratorem przy Sądzie Okręgowym w Łodzi. W latach 1920–1921 często zmieniał miejsca zamieszkania, najpierw mieszkał przy ul. Andrzeja 58, później ul. Karola 28 (obecnie ul. kpt. F. Żwirki 28), a w 1921 r. zamieszkał przy ul. Piotrkowskiej 18. W lipcu 1920 r. zgłosił się do Wojska Polskiego i został sędzią śledczym Sądu Wojskowego Okręgu Generalnego Łódź. W kwietniu 1921 r. mianowano go porucznikiem, a w maju został przeniesiony do rezerwy. Do 1923 r. został mianowany kapitanem. W 1923 r. powrócił do zawodu adwokata, prowadził kancelarię na al. Kościuszki 17 (1923 r.), następnie na ul. Andrzeja 58 (1926 r.), a od 1927 r. przy ul. Kilińskiego 78. Od 1928 r. należał do komisji rewizyjnej akcjonariuszy Zakładów Włókienniczych Karol Hoffrichter.
Jego służba w wojsku oraz aktywność w Związku Oficerów Rezerwy, która była powiązana z uczestnictwem w licznych uroczystościach wojskowych zaowocowała bogatym zbiorem fotografii. Jego zdjęcia upamiętniają m.in.: defilady z okazji święta Żołnierza Polskiego (sierpień 1920 r.), pochowanie nieznanego żołnierza (listopad 1925 r.), nadanie sztandaru 31 pułkowi Strzelców Kaniowskich w Zgierzu (luty 1927 r.), przyjazd prezydenta Ignacego Mościckiego do Łodzi (maj 1927 r.). W latach 30. XX w. wraz z małżonką oraz przyjaciółmi odbywał liczne podróże samochodowe po Europie. W ich trakcie uwiecznił na zdjęciach miasta takie jak Wiedeń, Wenecja, Florencja, Rzym, Capri, Pompeje, Piza, Monte Carlo, a ponadto pozostawił po sobie dokumentację fotograficzną wielu polskich miast. 
We wrześniu 1939 r. został powołany do służby wojskowej w Sądzie Wojskowym Dowództwa Okręgu Korpusu IV. 6 października dostał się do niewoli niemieckiej we wsi Krzywda. W trakcie wojny przebywał w następujących oflagach i stalagach: Colditz, Prenzlau, Schildberg (Ostrzeszów), Sandbostel, Lubeka i Dössel.

### Życie prywatne
Był synem Józefa Wajnikonisa i Marii Wiktorii z d. Ancewicz.  19 października 1921 r. wziął śłub z Jadwigą Joanną Konstancją Kerpert, w kościele pod wezwaniem Podwyższenia Świętego Krzyża w Łodzi. Małżeństwo miało 2 dzieci: Stanisława Mikołaja (ur. 6 grudnia 1923 r.) i Andrzeja Filipa (ur. 23 sierpnia 1929 r.). Roman Wajnikonis zmarł po długiej chorobie 19 maja 1952 r. Pochowany został na Starym Cmentarzu w Łodzi.